# Acetile

Struttura del gruppo acetile.

In chimica organica, l'acetile (spesso è abbreviato come Ac) è un gruppo funzionale composto dalla parte acilica dell'acido acetico (-COCH3).

## Ruolo biologico
In natura è spesso associato a macromolecole come il coenzima A oppure ad enzimi adibiti al suo metabolismo come il complesso della piruvato deidrogenasi.
L'acetile riveste un ruolo fondamentale nella maggior parte dei processi anabolici cellulari.
In natura l'acetile è sempre legato ad altre biomolecole durante il processo di sintesi, è ottenuto per decarbossilazione ossidativa del piruvato ad opera della piruvato decarbossilasi, enzima appartenente al complesso della piruvato deidrogenasi.